# Trebujena
Trebujena is een gemeente in de Spaanse provincie Cádiz in de regio Andalusië met een oppervlakte van 70 km². In 2007 telde Trebujena 6906 inwoners. De plaatsen die aan Trebujena grenzen zijn in de provincie Cádiz het dorp Sanlúcar de Barrameda en de stad Jerez de la Frontera en in de provincie Sevilla het dorp Lebrija. In het westen wordt Trebujena begrensd door de rivier de Guadalquivir.
In 1987 werden de moerassen (marismas) van Trebujena gebruikt als locatie voor de film Empire of the Sun van Steven Spielberg.

## Demografische ontwikkeling
Bron: INE, 1857-2011: volkstellingen

## Geboren
- Juan José Lobato (29 december 1988), wielrenner